# Трент
Трент  (на английски: Trent) е река в централната част на Великобритания (Централна и Източна Англия, графства: Стафордшър, Дарбишър, Лестършър, Нотингамшър, Линкълншър и Източен Йоркшър), вливаща се в естуара Хъмбър на Северно море. Дължина – 298 km, площ на водосборния басейн – 15 300 km².

## Географска характеристика
Река Трент води началото си на 282 m н.в., от югозападния склон на Пенинските планини, в централната част на Англия, източно от град Бидаф, графство Стафордшър. По цялото си протежение Трент тече в широка и плитка долина през хълмистите равнини на историко-географската област Мидлънд със спокойно и бавно течение и малка денивелация. В началото тече на юг, а след това постепенно завива на югоизток, изток, североизток и север, като образува голяма, изпъкнала на юг дъга. Влива се отдясно в „опашката“ на естуара Хъмбър на Северно море, в крайната северозападна част на графство Източен Йоркшър.
Водосборният басейн на Трент обхваща площ от 15 300 km². Речната ѝ мрежа е двустранно развита с къси, но пълноводни притоци. На изток и югозапад водосборният басейн на Трент граничи с водосборните басейни на реките Анкхолм, Уитъм, Уелънд и Дон (от басейна на Северно море), а на юг, югозапад и запад – с водосборните басейни на реките Севърн и Мърси (от басейна на Атлантическия океан).
Основни притоци:
- леви – Блайт (29 km, 167 km²); Дов (72 km), Деруент (106 km), Айдъл (42 km);
- десни – Соу (38 km, 601 km²); Тейм (95 km, 1500 km²), Сор (95 km, 1386 km²), Девън.[1]

Река Трент има предимно дъждовно подхранване с почти целогодишно пълноводие, с максимум през есента и зимата и слабо изразено лятно маловодие. Среден годишен отток в устието – 85 m³/sec.

## Стопанско значение, селища
Трент има важно транспортно значение за Великобритания. Тя е плавателна за плиткогазещи речни съдове до град Нотингам, а чрез система от канали се свързва с реките Севърн, Мърси и Уитъм.
Долината на реката е гъсто заселена, като най-големите селища са градовете: Стоук он Трент, Бъртън ъпон Трент, Нотингам, Нюарк он Трент и Гейнсбъро.